# Al-Audża (Palestyna)
Al-Audża (arab. العوجا) – palestyńskie miasto położone w muhafazie Jerycho, w Autonomii Palestyńskiej. Według danych Palestyńskiego Centralnego Biura Statystycznego z 2016 liczyło 5214 mieszkańców.